# Sitterviadukt (SGA)

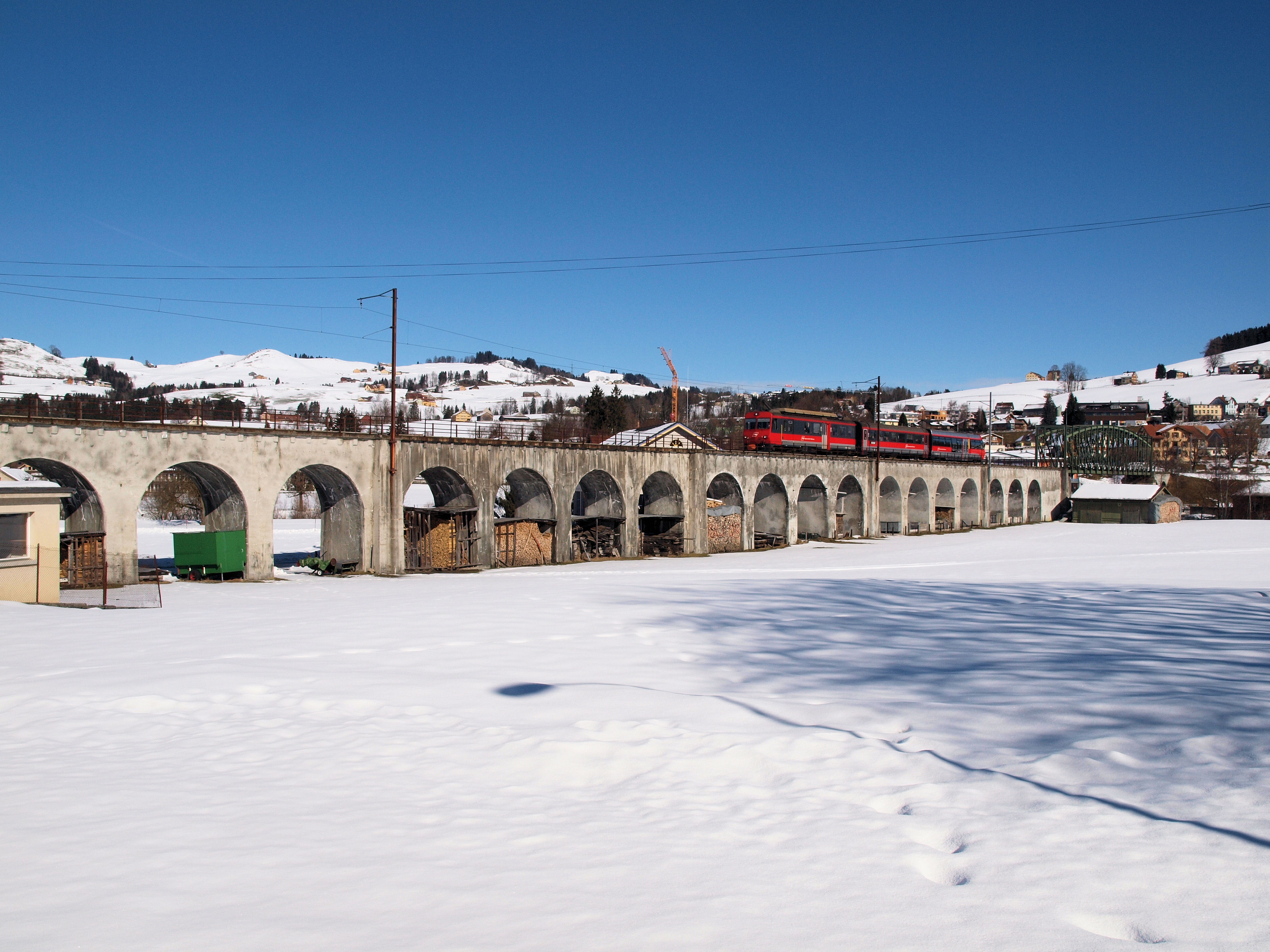
Das Sitterviadukt

Das Sitterviadukt in Appenzell wurde von 1902 bis 1904 für die Appenzeller Strassenbahn (ASt) erbaut und ist heute im Eigentum der Appenzeller Bahnen.
Das Viadukt ist 296 Meter lang und besteht grösstenteils aus Stampfbetonbögen, welche von zwei Stahlbrücken unterbrochen werden. Die eine Eisenbrücke führt über die Weissbadstrasse, die andere über die Sitter und die Bleichestrasse. Die Brücke über die Sitter ist als Fachwerkbrücke mit bogenförmigem Obergurt und untenliegender Fahrbahn ausgeführt. Er hat eine Stützweite von 49,6 Meter. Die Brücke über die Weissbadstrasse als Balkenbrücken mit beidseitigen obenliegenden Fachwerkträgern ausgeführt. Für die Planung der Eisenbahnstrecke und des Viadukts war der Ingenieur Louis Kürsteiner aus St. Gallen zuständig. Bis zum Bau der Glatttalbahn war das Sitterviadukt die längste Schmalspurbrücke der Schweiz.
In den 1960er Jahren wurden die Stampfbetonbögen mit einer Schicht aus Spritzbeton versiegelt. Zwei Bögen wurden durch eingesetzte Wandscheiben verstärkt.
Ende der 1980er Jahre wurde die Durchfahrtshöhe durch die Stahlbrücke über die Sitter vergrössert, um einen Rollbockbetrieb ab Appenzell weiter Richtung Gais und Teufen zu ermöglichen.
Im Jahr 2021 wurde die Brücke über die Weissbadstrasse erneuert. Dabei wurde ein Grossteil der ursprünglichen Stahlkonstruktion ersetzt, das Bild der Fachwerkbrücke blieb jedoch erhalten. In den nächsten Jahren soll der übrige Teil des Sitterviadukts unter Berücksichtigung der denkmalpflegerischen Werte ebenfalls erneuert werden.

## Fotos und Plan aus der Bauzeit

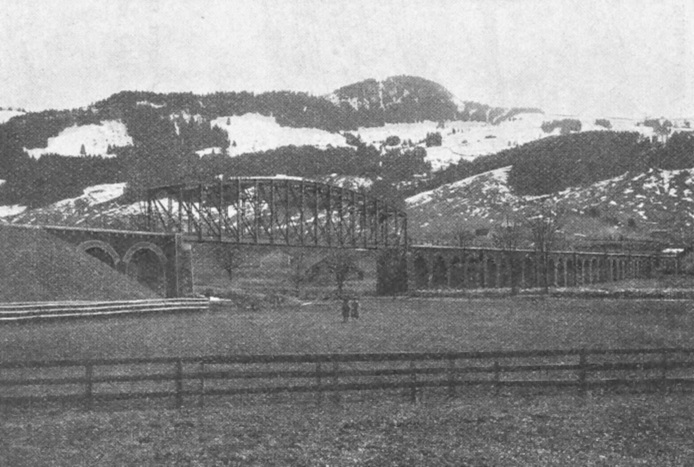
Sitterviadukt im Jahr 1905 von Norden fotografiert
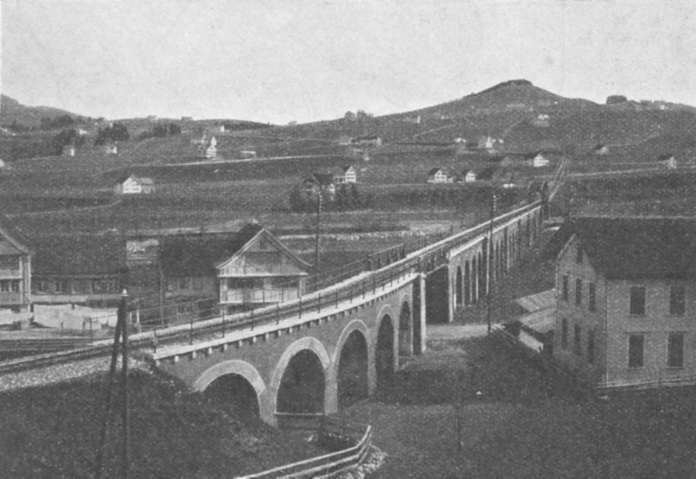
Sitterviadukt um 1905 von Süden
Appenzell und Bahnviadukt, 1906
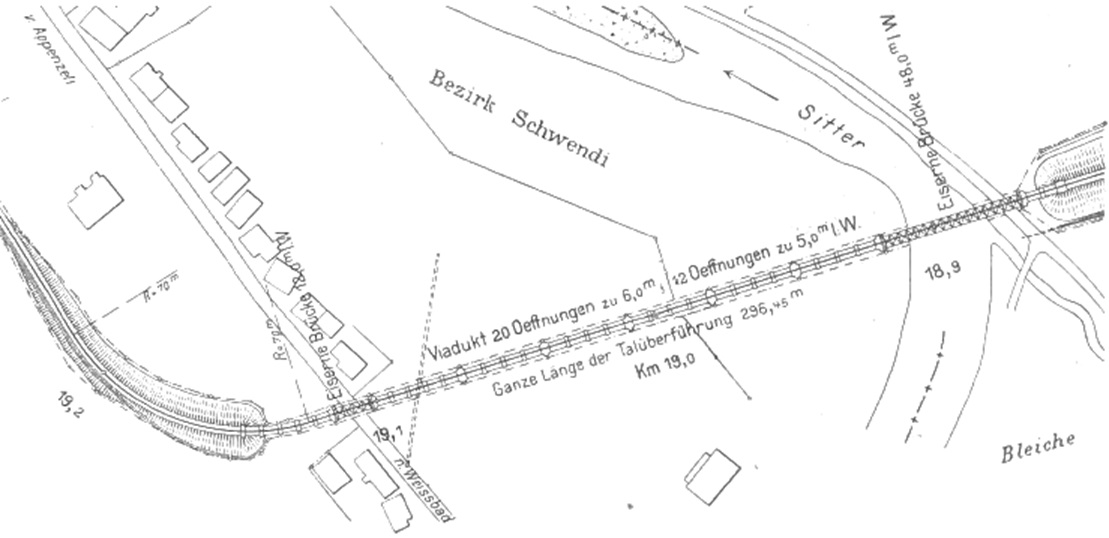
Lageplan des Sitterviadukts